# Acantholimon litvinovii
Acantholimon litvinovii är en triftväxtart som beskrevs av Igor Alexandrovich Linczevski. Acantholimon litvinovii ingår i släktet Acantholimon och familjen triftväxter. Inga underarter finns listade i Catalogue of Life.